# Enoplognatha maricopa
Enoplognatha maricopa là một loài nhện trong họ Theridiidae.
Loài này thuộc chi Enoplognatha. Enoplognatha maricopa được Herbert Walter Levi miêu tả năm 1962.